# 苑进忠
苑进忠（1921年—2017年12月25日），河北沧州献县人，中华人民共和国政治人物。

## 生平
早年参加抗日战争。1952年6月至1953年2月，担任天津和平区（第一区）组织部副部长。1959年1月至1961年1月，担任中共天津市河东区书记处常委。1979年9月，担任中共天津市编制委员会委员。1981年2月至1983年6月，担任天津市人事局党组副书记、副局长。2017年12月25日逝世，终年96岁。